# Zakayo Malekwa
Zakayo Malekwa (2 febbraio 1951) è un ex giavellottista tanzaniano.

## Biografia
Nato nel Tanganica, all'epoca colonia britannica, nel corso della sua carriera Malekwa ha rappresentato la Tanzania per circa un decennio nelle maggiori manifestazioni regionali e internazionali, tra cui spiccano le partecipazioni a tre edizioni consecutive dei Giochi olimpici dal 1980 al 1988. Tra i podi conquistati, spicca il terzo posto ottenuto nel 1982 ai Giochi del Commonwealth in Australia.
Detiene il record nazionale del lancio del giavellotto dal 1986.

## Record nazionali
- Lancio del giavellotto: 76,48 m ( Arlington, 10 maggio 1986)

## Palmarès
| Anno | Manifestazione          | Sede        | Evento                 | Risultato | Prestazione | Note |
| ---- | ----------------------- | ----------- | ---------------------- | --------- | ----------- | ---- |
| 1978 | Giochi del Commonwealth | Edmonton    | Lancio del giavellotto | 11º       | 64,12 m     |      |
| 1979 | Campionati africani     | Dakar       | Lancio del giavellotto | Argento   | 76,06 m     |      |
| 1980 | Giochi olimpici         | Mosca       | Lancio del giavellotto | 16º (q)   | 71,58 m     |      |
| 1982 | Giochi del Commonwealth | Brisbane    | Lancio del giavellotto | Bronzo    | 80,22 m     |      |
| 1982 | Campionati africani     | Il Cairo    | Lancio del giavellotto | Oro       | 76,18 m     |      |
| 1983 | Mondiali                | Helsinki    | Lancio del giavellotto | 17º (q)   | 72,92 m     |      |
| 1984 | Giochi olimpici         | Los Angeles | Lancio del giavellotto | 19º (q)   | 75,18 m     |      |
| 1987 | Giochi panafricani      | Nairobi     | Lancio del giavellotto | Argento   | 72,32 m     |      |
| 1987 | Mondiali                | Roma        | Lancio del giavellotto | 30º (q)   | 71,74 m     |      |
| 1988 | Giochi olimpici         | Seul        | Lancio del giavellotto | 34º (q)   | 67,56 m     |      |